# Philadelphus asperifolius
Philadelphus asperifolius är en hortensiaväxtart som beskrevs av Kocrn. Philadelphus asperifolius ingår i släktet schersminer, och familjen hortensiaväxter. Inga underarter finns listade i Catalogue of Life.